# Charlie Plummer
Pour les articles homonymes, voir Plummer.
Charlie Plummer est un acteur américain, né le 24 mai 1999 à Poughkeepsie (État de New York). Il se fait connaître grâce aux rôles principaux de Timmy Sanders dans la série télévisée Granite Flats (en) et de Jack dans le film King Jack (en).

## Biographie

### Jeunesse et formation
Charlie Plummer naît le 24 mai 1999 in Poughkeepsie (État de New York). Sa mère, Maia Guest, est comédienne au théâtre et son père, John Christian Plummer, scénariste et producteur. Il grandit à Cold Spring dans le même État,. Il a un frère, plus jeune que lui, James.
Étant donné que sa famille déménage souvent suivant les obligations de leur métier, ils sont inscrits successivement dans sept différents établissements à Los Angeles, dans l'État de New York et dans la ville de New York.

## Filmographie

### Longs métrages
- 2011 : We are the Hartmans de Laura Newman : Jordan, jeune
- 2012 : Not Fade Away de David Chase : le petit frère de Grace
- 2015 : King Jack (en) de Felix Thompson : Jack
- 2017 : The Dinner d'Oren Moverman : Michael Lohman
- 2017 : La Route sauvage (Lean on Pete) d'Andrew Haigh : Charley Thompson
- 2017 : Tout l'argent du monde (All the Money in the World) de Ridley Scott : John Paul Getty III
- 2018 : Behold My Heart (en) (Dark Was the Night) de Joshua Leonard : Marcus Lang
- 2018 : Killer Inside (The Clovehitch Killer) de Duncan Skiles : Tyler Burnside
- 2019 : Share de Pippa Bianco : Dylan
- 2019 : Gully (en) de Nabil Elderkin : Nicky
- 2020 : Words on Bathroom Walls de Thor Freudenthal : Adam Petrazelli
- 2020 : Adolescence explosive (Spontaneous) de Brian Duffield : Dylan Hovemeyer
- 2022 : Moonfall de Roland Emmerich : Sonny Harper
- 2022 : A Perfect Day for Caribou de Jeff Rutherford : Nate
- 2022 : Wildflower de Matt Smukler : Ethan
- 2023 : National Anthem de Luke Gilford : Dylan
- 2024 : The Return, le retour d'Ulysse (The Return) d'Uberto Pasolini : Télémaque
- 2025 : Marche ou crève (The Long Walk) de Francis Lawrence : Gary Barkovitch

### Courts métrages
- 2010 : Frank de Gian Franco Morini et Filippo M. Prandi : Frank, jeune
- 2011 : Three Things de Matthew Amenta : Glenn Pilmont
- 2012 : Alan Smithee de Crobin : T.J.
- 2019 : My Mother is a Fish de Jeff Rutherford : Charlie

### Séries télévisées
- 2011 : Onion SportsDome : Bully (saison 1, épisode 8)
- 2011-2013 : Boardwalk Empire : Michael Thompson (8 épisodes)
- 2012 : Person of Interest : un enfant (saison 1, épisode 21 : Many Happy Returns)
- 2013 : Wendell & Vinnie : Jann (saison 1, épisode 11 : The Dutch & Us)
- 2013-2015 : Granite Flats (en) : Timmy Sanders (24 épisodes)
- 2019 : Looking for Alaska : Miles « Pudge » Halter (8 épisodes)
- 2021 : The First Lady : Franklin Delano Roosevelt, jeune (saison 1, épisode 1)

## Distinctions
- Mostra de Venise 2017 : prix Marcello-Mastroianni du meilleur espoir pour La Route sauvage
- Festival de cinéma européen des Arcs 2017 : prix d'interprétation masculine pour La Route sauvage[4].